# Präventivkriegsthese

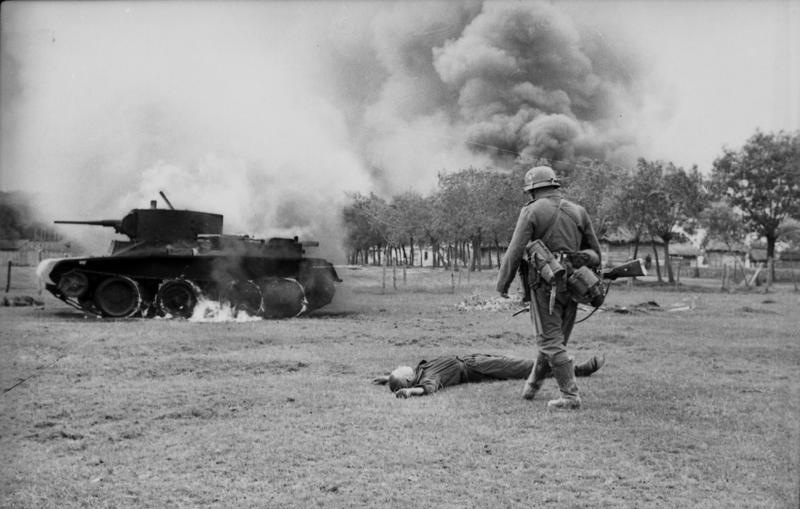
Ein deutscher Infanterist und ein toter sowjetischer Soldat vor einem brennenden Panzer, Juni 1941

Als Präventivkriegsthese, Präventivschlagthese oder Präventivkriegslegende wird die Behauptung bezeichnet, der deutsche Angriff auf die Sowjetunion am 22. Juni 1941 habe einen bevorstehenden sowjetischen Angriff auf das Deutsche Reich verhindert. Er sei daher kein völkerrechtswidriger Angriffskrieg, sondern ein vom Kriegsvölkerrecht gedeckter Präventivschlag gewesen. Die Rote Armee sei im Frühjahr und Sommer 1941 für einen beabsichtigten Angriff aufgestellt gewesen.
Historiker hatten die These in den 1960er-Jahren entkräftet. 1985 wurde sie erneut publiziert. Ab 1990 wurden neu gefundene Dokumente zeitweise auch in der Geschichtswissenschaft diskutiert. Durch internationalen Forschungsaustausch wurde die These bis 1997 nochmals widerlegt. Sie gilt als Hauptbestandteil des Geschichtsrevisionismus im deutschen Rechtsextremismus, der auf die Relativierung oder Leugnung der Kriegsschuld und der Verbrechen NS-Deutschlands zielt.

## Herkunft aus der NS-Propaganda

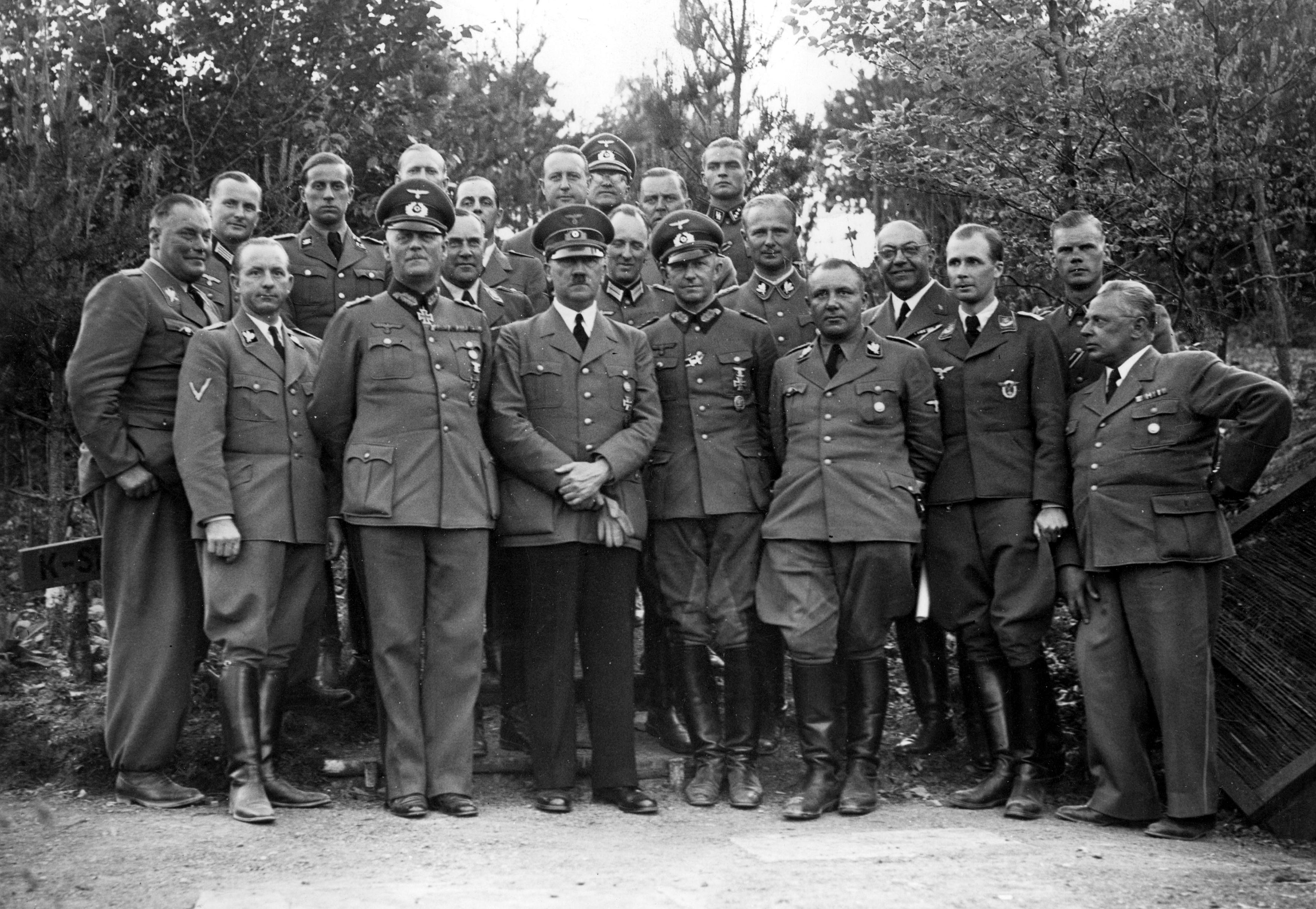
Adolf Hitler mit seinem Stab, Juni 1940

Am 31. Juli 1940 gab Adolf Hitler einem Kreis aus dem Oberkommando der Wehrmacht (OKW) seinen Entschluss zum Krieg gegen die Sowjetunion bekannt. Am 18. Dezember 1940 befahl er, das „Unternehmen Barbarossa“ militärisch vorzubereiten. Am 30. März 1941 verkündete er allen beteiligten Generälen der Wehrmacht seine Kriegsziele: Ein rassenideologischer Vernichtungskrieg gegen den Bolschewismus sei unausweichlich, weil sich die USA bald mit Großbritannien gegen Deutschland verbünden würden und es darauf ankomme, durch Eroberungen im Osten rechtzeitig von Importen aus Feindstaaten unabhängig zu werden. Nach dem siegreichen Balkanfeldzug ergänzte Hitler am 14. Juni 1941 in einer weiteren Rede an die Wehrmachtsgeneräle: Da die Sowjetunion Deutschland in dessen Westkrieg in den Rücken fallen wolle, müsse dem ein eigener Krieg gegen sie vorbeugen, bevor die nun gegebene günstige Gelegenheit dazu verstrichen sei. Der zu erwartende Sieg über die Sowjetunion werde die deutsche Ernährungs- und Rohstoffversorgung sichern, die deutsche Machtstellung auf dem Kontinent unanfechtbar machen und Großbritannien so zur Aufgabe des Kampfes veranlassen. So behauptete Hitler die Notwendigkeit dieses Angriffskrieges, obwohl die Abteilung „Fremde Heere Ost“ am 15. März 1941 das Aufrücken sowjetischer Truppen zur sowjetischen Westgrenze als „Defensiv-Maßnahme“ gegenüber deutschen Truppenverschiebungen nach Osten beurteilt hatte.
Die nationalsozialistische Propaganda tarnte Kriegsentschluss und Kriegsvorbereitung der Wehrmacht mit vielen ablenkenden Meldungen, so dass die Täuschung der sowjetischen und auch der britischen Führung gelang und das NS-Regime das Überraschungsmoment des Überfalls voll ausnutzen konnte. Die Abteilung Landesverteidigung im OKW stellte am 28. April 1941 fest, dass jede Behauptung einer sowjetischen Angriffsabsicht, die angeblich „durch die Massierung des russischen Heeres an der deutsch-russischen Grenze erkennbar“ sei, nur zur „Tarnung der gesamten deutschen Operationsabsichten“ gegenüber potentiellen Verbündeten Deutschlands erfolge. Die „deutschen Operationsabsichten“, also Angriffspläne, sollten so „als notwendigenfalls vorgesehene offensive Abwehrmaßnahmen dargestellt werden“, soweit sie nicht ganz verheimlicht werden konnten.
Am 30. März 1941, nachdem Hitler der Wehrmachtführung seine Kriegsziele mitgeteilt hatte, notierte Joseph Goebbels in sein Tagebuch: „Unser Aufmarsch ist fast vollendet. Draußen hat kein Mensch auch nur eine Ahnung, was der Führer vorhat. Umso vernichtender werden seine Schläge sein. Unsere Tarnung ist vollkommen gelungen.“ Am 16. Juni notierte er über Hitlers Kriegsgründe, die dieser ihm am selben Tag erläutert hatte:

„Wir stehen vor einem Siegeszug ohnegleichen. […] Wir müssen handeln. Moskau will sich aus dem Krieg heraushalten, bis Europa ermüdet und ausgeblutet ist. Dann möchte Stalin handeln, Europa bolschewisieren und sein Regiment antreten. Durch diese Rechnung wird ihm ein Strich gemacht. […] Rußland würde uns angreifen, wenn wir schwach würden, und dann hätten wir den Zweifrontenkrieg, den wir durch diese Präventivaktion vermeiden.“

Zum Beginn des Angriffs der Wehrmacht am 22. Juni 1941 um 3:00 Uhr morgens informierte Goebbels seine Mitarbeiter im Reichsministerium für Volksaufklärung und Propaganda und verlas um 5:30 Uhr über alle deutschen Radiosender eine vorbereitete Erklärung Hitlers, die noch am selben Tag in weiteren Sprachen verbreitet wurde. Zugleich wurde ein inhaltlich identischer Tagesbefehl an die „Soldaten der Ostfront“ erlassen. Das Auswärtige Amt übermittelte eine Note an die Sowjetunion, die Gründe für die angeblichen „militärischen Gegenmaßnahmen“ mitteilte. Dies war faktisch eine Kriegserklärung, obwohl dieses Wort auf Hitlers ausdrücklichen Befehl vermieden wurde. Diese Note wurde zeitgleich dem sowjetischen Botschafter Wladimir Dekanosow in Berlin und dem sowjetischen Außenminister Wjatscheslaw Molotow in Moskau übergeben und danach ebenfalls im Rundfunk verbreitet. Alle diese propagandistischen Dokumente enthielten im Kern die Behauptung, Deutschland sei bloß sowjetischen Aggressionsplänen zuvorgekommen. Der Angriff auf die Sowjetunion sei ein Präventivkrieg. Die Sowjetunion sei „mit ihren gesamten Streitkräften an der deutschen Grenze sprungbereit aufmarschiert. Damit hat die Sowjetregierung die Verträge und Vereinbarungen mit Deutschland verraten und gebrochen […] Das bolschewistische Moskau ist im Begriff, dem nationalsozialistischen Deutschland in seinem Existenzkampf in den Rücken zu fallen.“
Zudem erwähnten Hitlers Aufruf an die Wehrmachtssoldaten und Goebbels’ Leitartikel im Völkischen Beobachter vom 22. Juni 1941 ein angebliches „Komplott“ von Briten und Sowjets für eine „hasserfüllte Einkreisungspolitik“ gegen Deutschland. Der Wehrmachtbericht vom 27. Juni 1941 behauptete: „Die ersten fünf Operationstage haben bewiesen, daß die sowjetische Wehrmacht zum Angriff gegen MITTELEUROPA bereit war“. Am 30. Juni 1941 titelte der Völkische Beobachter: „Aufmarsch der Sowjetheere zerschlagen. Der Führer rettete Europa vor bolschewistischer Invasion“.
Diese Rechtfertigungen griffen auf die schon im Ersten Weltkrieg verwendete Einkreisungsthese und die beim Überfall auf Polen verwendete These einer aufgezwungenen Notwehr zurück und berücksichtigten die auch unter Deutschen verbreitete Ablehnung eines Angriffskriegs. Die hier bemühte „Todfeindschaft“ (der prinzipielle Antikommunismus) war seit 1919 zentraler Bestandteil des Nationalsozialismus. Hitler sprach in seiner Programmschrift Mein Kampf 1925 vom „jüdischen Bolschewismus“, der die ganze Welt mit Versklavung bedrohe, verband dieses Feindbild also mit Antisemitismus, Rassismus und einer globalen Verschwörungstheorie. Die NS-Propaganda rückte diese Ideologie, die sie nach dem deutsch-sowjetischen Nichtangriffspakt 1939 vorübergehend zurückgestellt hatte, nun erneut in den Vordergrund. Ab Juli 1941 ergänzte das Auswärtige Amt die These vom „Kreuzzug Europas gegen den Bolschewismus“, zu dem die Deutschen ein „europäisches Mandat“ hätten. Damit sollten auch die Truppen verbündeter Staaten ideologisch integriert und auf eine künftige „Neuordnung Europas“ nach nationalsozialistischen Vorstellungen eingestimmt werden. Damit wurden auch Freiwillige für die Wehrmacht und Waffen-SS in den eroberten und besetzten Gebieten angeworben. Dieses Rechtfertigungsmuster spiegelt auch Feldpost deutscher Soldaten aus der Anfangsphase des Deutsch-Sowjetischen Kriegs.
Die NS-Propaganda hielt die Präventivkriegsthese bis zum Kriegsende aufrecht. Goebbels notierte am 3. Juli 1941 in sein Tagebuch: „Moskaus Angriffsabsicht auf Deutschland und Mitteleuropa steht jetzt außer allem Zweifel. Der Führer hat gerade im letzten Augenblick gehandelt.“ Hermann Göring sprach am 30. Januar 1943 nach der verlorenen Schlacht von Stalingrad gegenüber überlebenden Soldaten davon, „der Russe“ habe die Zeit vor 1941 für seine „gewaltige Rüstung“ und „Einkreisung“ ausgenutzt und „Hunderte von Flugplätzen an der Grenze“ angelegt sowie „zehnmal soviel Flugzeuge, fünfmal soviel Panzer, wie wir glaubten“, gebaut. Diese „tödliche Gefahr“ erkennend, habe Hitler nicht mehr „zaudern“ können und seinen Entschluss „über Bestehen oder Vergehen des Abendlandes“ gefasst. Heinrich Himmler behauptete in seiner Posener Rede vom 4. Oktober 1943, Josef Stalin hätte ohne den deutschen Angriff „vielleicht ein viertel bis ein halbes Jahr“ später „zu seinem großen Einbruch nach Mittel- und Westeuropa“ ausgeholt.

## Nachkriegszeit
Schon am 15. Mai 1945 benutzte Alfred Jodl, Chef des Wehrmachtführungsstabes, die Präventivkriegsthese zur Rechtfertigung gegenüber erwarteten Anklagen der Siegermächte:

„Wir haben […] den Angriff gegen Rußland nicht geführt, weil wir den Raum haben wollten, sondern weil Tag für Tag der Aufmarsch der Russen gewaltig weiterging und zum Schluß zu ultimativen Forderungen geführt hätte.“

In den Nürnberger Prozessen (1945–1949) folgten fast alle der Planung des Angriffskrieges angeklagten NS-Täter dieser Linie und führten die deutsche Kriegsniederlage oft auf ein individuelles Versagen Hitlers zurück. Frühere Nationalsozialisten verbreiteten den politischen Mythos einer Abwehr der „asiatischen Bedrohung“ in der vom Kalten Krieg geprägten Nachkriegszeit weiter. 1950 schrieb etwa Kurt Aßmann, Hitlers Rede vor den Oberbefehlshabern am 14. Juni 1941 habe alle Zuhörer von einem notwendigen Präventivkrieg überzeugt. Zwar habe Stalin damals keinen Angriffskrieg geplant, hätte aber den Kriegsverlauf auf jeden Fall zur sowjetischen Expansion ausgenutzt. Dies habe sich nach Kriegsende bestätigt, so dass niemand mehr Hitlers damalige richtige Lagebeurteilung bestreiten könne. Solche Aussagen in Memoiren von Wehrmachtsgenerälen beeinflussten auch historische Darstellungen des Krieges gegen die Sowjetunion.
In seinem 1963 veröffentlichten Buch Unternehmen Barbarossa stellte der ehemalige Pressesprecher des NS-Außenministers Joachim von Ribbentrop und SS-Obersturmbannführer Paul Carell den deutschen Überfall 1941 als berechtigten Präventivschlag dar, mit dem Hitler akute Angriffsabsichten und Eroberungspläne Stalins durchkreuzt habe. Dieser These folgten in den 1960er- und 1970er-Jahren nur Philipp W. Fabry und Erich Helmdach. Sie diente Kriegsveteranen, Rechtsextremisten und Nationalkonservativen dazu, „die alte Behauptung der Nationalsozialisten […] nachträglich als richtig zu erweisen und Stalin selbst als Aggressor hinzustellen.“ Historiker wie Gerhard L. Weinberg, John Erickson, Karl-Heinz Janßen und Andreas Hillgruber wiesen die Präventivkriegsthese in den 1960er-Jahren detailliert zurück.
Gleichwohl behielt Carell diese These bei und übertrug sie auf die Tagespolitik. So forderte er im Oktober 1979, als der NATO-Doppelbeschluss geplant wurde, NATO und Bundeswehr müssten gegenüber der „roten Erpressung“ des Ostblocks notfalls auch ohne „letzten Beweis für die gegnerischen Absichten“ einen Präventivkrieg führen. 1992 deutete er die Schlacht von Stalingrad als „Sieg und Untergang der 6. Armee“ und bekräftigte: „Der deutsche Angriff am 21. Juni 1941 war objektiv ein Präventivschlag.“ In einem Geleitwort schrieb er 1995: „Die Wehrmacht schlug früher als erwartet, bereits am 22. Juni, mit voller Wucht los, mitten in den sowjetischen Offensivaufmarsch, so dass die Rote Armee in ein Chaos gestürzt wurde.“ Er spekulierte über einen möglichen deutschen Sieg über die Sowjetunion, wenn der Schlag wie ursprünglich geplant sechs Wochen eher erfolgt wäre.

## Debatte der 1980er-Jahre
Der Historiker Andreas Hillgruber erklärte 1982 als Fazit seiner Forschung, Hitlers Angriff auf die Sowjetunion sei keine präventive Kriegshandlung gegen einen angriffsbereiten Gegner gewesen, sondern Hitler habe die Eroberung 1925 zu seinem Ziel erklärt und es seit 1933 bei allen „taktischen Wendungen“ seiner Politik konsequent angesteuert. Daher sah Hillgruber „revisionistische Interpretationen“ des Angriffs auf die UdSSR als „gründlich widerlegt“ und als „Rückfall“ in frühere, eigentlich überwundene Stadien der historischen Diskussion an. Auch die westdeutschen Medien stellten bis 1984 nicht in Frage, dass das NS-Regime 1941 seine „eigentlichen Absichten“ umsetzen wollte, nämlich sein rassistisches und imperialistisches Programm zur Eroberung von „Lebensraum im Osten“.

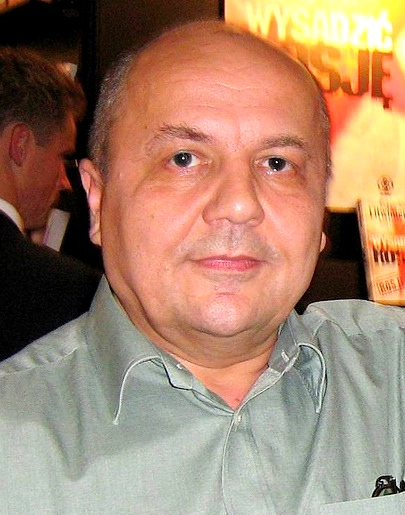
Viktor Suworow (2007)

1983 vertrat der Militärhistoriker Joachim Hoffmann in zwei Aufsätzen des Sammelwerks Das Deutsche Reich und der Zweite Weltkrieg (Herausgeber: Militärgeschichtliches Forschungsamt der Bundeswehr (MGFA)) die Auffassung, die offensive Aufstellung der Roten Armee vor Juni 1941 habe auf Angriffsabsichten schließen lassen. Jürgen Förster stellte im selben Band heraus, dass Hitler die Wehrmacht am 31. Juli 1940 mit der Angriffsplanung beauftragt hatte, die sowjetische Politik aber bis zum deutschen Angriff auf Kriegsvermeidung ausgerichtet war und den deutschen Truppenaufmarsch trotz aller Warnungen als politisches Druckmittel einschätzte.
Eine öffentliche Präventivkriegsdebatte begannen erst zwei Nichthistoriker: 1985 stellte der österreichische Philosoph Ernst Topitsch den Zweiten Weltkrieg „in seinem politischen Kern als Angriff der Sowjetunion“ auf die westlichen Demokratien dar. Dabei hätten „Deutschland und später Japan dem Kreml nur als militärische Werkzeuge“ gedient. Die Sowjets hätten Hitlers Angriff „selbst provoziert“, „um vor aller Welt als Opfer eines ‚Überfalls‘ dazustehen“. Der sowjetische Überläufer Viktor Suworow unterstützte diese These 1985/86 mit zwei Aufsätzen in einer britischen Militärzeitschrift und behauptete seinerseits, Stalin habe für Juni 1941 einen Krieg gegen Deutschland geplant.
Im westdeutschen Historikerstreit wuchs das öffentliche Interesse an diesen Thesen. Gastautor Günther Gillessen erklärte 1986 in der Frankfurter Allgemeine Zeitung (FAZ), Suworows Darstellung sei plausibel und könne die Deutschen vor einer von der Sowjetunion propagierten „besonderen Friedensschuld“ bewahren. Hoffmann erklärte in einem Leserbrief dazu, „daß im Sommer 1941 der eine Aggressor, Hitler, die letzte Gelegenheit hatte, dem anderen Aggressor zuvorzukommen“. Von der „Offensivaufstellung der Roten Armee und den militärischen Maßnahmen auf sowjetischer Seite“ sei 1941 „eine ernste strategische Bedrohung“ für Deutschland ausgegangen. Die sowjetische Politik habe „eine unveränderte Aggressivität“ gezeigt. Gerd-Klaus Kaltenbrunner behauptete daraufhin, es sei „wissenschaftlich noch überhaupt nicht entschieden, ob der Beginn des Rußland-Feldzuges als ‚Präventivkrieg‘ anzusehen ist oder nicht“. Der Historiker Ernst Nolte behauptete 1987, der deutsche Angriffskrieg 1941 sei ein „objektiv begründeter und unvermeidbarer Entscheidungskampf“ und eine verständliche präventive Reaktion auf eine aus Sicht der Nationalsozialisten permanente Bedrohung gewesen. Diese These wiesen andere Historiker wegen fehlender konkreter Belege als unhaltbar zurück.
Einige konservative Medien stellten die Präventivkriegsthese ausführlich dar. Einige Historiker, die diese zurückwiesen, wurden in den veröffentlichten Reaktionen diffamierend als „moskaufreundlich“ dargestellt. Gillessen verneinte 1987, er habe die deutsche Kriegsschuld gegenüber der Sowjetunion in Frage stellen wollen. Für Arno Klönne und andere Historiker hatte er jedoch Positionen gesprächsfähig gemacht, die zuvor noch wegen ihrer Nähe zum Nationalsozialismus als extremistisch galten. Teilnehmer einer internationalen Historikertagung der Joseph-Wirth-Stiftung im März 1987 beurteilten die mediale Verbreitung der Präventivkriegsthese als „gefährliche Kampagne“.

## Debatte der 1990er-Jahre

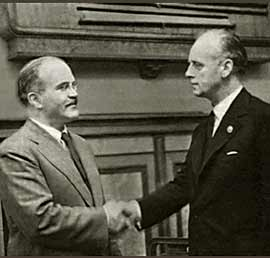
Molotow und Ribbentrop am 23. August 1939, einen Tag vor der Unterzeichnung des Hitler-Stalin-Pakts in Moskau

### Neu veröffentlichte Dokumente
Infolge der Glasnost-Politik Michail Gorbatschows wurden seit 1985 teils neue, teils nur aus bis dahin nicht überprüfbaren Sekundärquellen bekannte Originaldokumente aus sowjetischen Archiven zugänglich und veröffentlicht. Einige wurden zur Stützung oder Widerlegung der Präventivkriegsthese herangezogen.
Am 19. August 1939 soll Stalin bei einer Geheimsitzung des Politbüros vor Komintern-Vertretern sein Kalkül für den Hitler-Stalin-Pakt erläutert haben, Deutschland und die Westmächte in einen Krieg gegeneinander zu treiben, um danach über die geschwächten kapitalistischen Staaten zu triumphieren. Dies behauptete die französische Nachrichtenagentur Havas am 28. November 1939; darauf stützte sich die NS-Propaganda. Stalin dementierte die Agenturmeldung am 30. November 1939 als „leeres Geschwätz“. Eberhard Jäckel bezweifelte 1958 die Echtheit dieser angeblichen Stalinrede, zum einen aus inhaltlichen Gründen, zum anderen, weil sich viele der im Westen lancierten Politbüroprotokolle als gefälscht erwiesen hatten. 1994 entdeckte die russische Historikerin Tatjana Buschujewa die ursprüngliche Agenturmeldung in deutschen Beuteakten und veröffentlichte sie in Moskau als Beleg dafür, dass Stalin Hitlers Überfall bewusst provoziert habe.
1991/92 wurden drei Generalstabspläne der Roten Armee von 1940/41 neu veröffentlicht. Der neue strategische Einsatzplan vom 18. September 1940 ging für den Kriegsfall von einer massiven deutschen Invasion aus und sah vor, diese zur Sicherung der Landesgrenzen erst aufzuhalten und dann begrenzte Gegenstöße vorzunehmen. Ein Reformentwurf vom 11. März 1941, der auf den deutschen Truppenaufmarsch reagierte, sah vor, nur noch bei günstigen Bedingungen zu Gegenoffensiven überzugehen.
Eine Stalinrede vom 5. Mai 1941 im Kreml vor den Absolventen der sowjetischen Militärakademien nahm ausführlich zum Zustand der Roten Armee und bisherigen Verlauf des Zweiten Weltkriegs Stellung. Nach verschiedenen Textversionen antwortete Stalin zum Schluss auf einen Trinkspruch:

„Bei der Umsetzung der Verteidigung unseres Landes sind wir verpflichtet, offensiv zu handeln. Wir müssen von der Verteidigung zur Militärpolitik des offensiven Handelns übergehen. Wir müssen unsere Erziehung, unsere Propaganda, Agitation, unsere Presse in einem offensiven Geist umbauen. Die Rote Armee ist eine moderne Armee, eine moderne Armee aber ist eine offensive Armee.“

Diese Rede war seit 1941 nur in Auszügen und aus Zeugenaussagen bekannt und wurde nicht in Stalins Werke aufgenommen. Erst 1990 fand man im Parteiarchiv der KPdSU einen Bericht über die Rede, dessen Echtheit jedoch umstritten ist.
Der damalige sowjetische Generalmajor Alexander Wassilewski entwarf bis zum 15. Mai 1941 ein Konzeptpapier zum „strategischen Aufmarsch der Streitkräfte der UdSSR für den Fall eines Krieges gegen Deutschland“. Er rechnete mit einem deutschen Überfall. Zu dessen Abwehr schlug er eine geheime Mobilmachung vor, außerdem die verdeckte Konzentration der Roten Armee, einen Präventivschlag in Polen und die Besetzung Ostpreußens:

„Wenn man in Betracht zieht, daß Deutschland sein gesamtes Heer einschließlich rückwärtiger Dienste mobilisiert hat, so besteht die Möglichkeit, daß es uns beim Aufmarsch zuvorkommt und einen Überraschungsschlag führt.
Um das zu verhindern [und die deutsche Armee zu zerschlagen], halte ich es für notwendig, dem deutschen Oberkommando unter keinen Umständen die Initiative zu überlassen, dem Gegner beim Aufmarsch zuvorzukommen und das deutsche Heer schon dann anzugreifen, wenn es sich im Aufmarschstadium befindet und noch keine Front aufbauen sowie den Kampf der verbundenen Waffen noch nicht organisieren kann.“

Generalstabschef Georgi Schukow, Verteidigungsminister Semjon Timoschenko und Stalin unterzeichneten das Dokument nicht, so dass sein Einfluss auf die sowjetischen Planungen umstritten ist. Wolkogonow erwähnte das Dokument 1989 erstmals, Wladimir Karpow veröffentlichte es 1990 in einer russischen Militärzeitschrift. Seither wurde es oft nachgedruckt und 1998 auch in deutscher Übersetzung veröffentlicht.
Schukow berichtete in einem 1992 posthum veröffentlichten Memoirenband, er habe Stalin die „Überlegungen“ am 15. Mai 1941 vorgetragen. Dieser habe einen Präventivschlag kategorisch abgelehnt und weitere Gespräche darüber verboten. Auch weiteres Auffüllen der Deckungsarmee an der Westgrenze habe er bis zum Abend des 22. Juni verboten und nur Truppenkonzentrationen defensiven Charakters erlaubt, um die Deutschen nicht zu provozieren. Timoschenko hatte schon 1961 in einem Privatgespräch mitgeteilt, er und Schukow hätten Stalin Mitte Juni 1941 den Präventivschlag gegen den deutschen Aufmarsch vorgeschlagen. Dieser sei wütend geworden und habe seine Generäle gewarnt: „Wenn ihr da an der Grenze die Deutschen reizt, wenn ihr ohne unsere Genehmigung Truppen verschiebt, dann rollen die Köpfe. Merkt euch das!“ Wassilewski sagte 1965 in einem unveröffentlichten Interview:

„Indem man die Gründe studiert, die es unseren Streitkräften unmöglich machten, den Angriff der faschistischen Truppen auf unser Land abzuwehren und es sogar in eine katastrophale Lage versetzten, erübrigt es sich, darüber zu sprechen, ob die Streitkräfte der Sowjetunion […] einen Plan zur Abweisung dieses Angriffs hatten. Vielmehr ist darüber zu sprechen, warum unsere Streitkräfte nicht rechtzeitig in Kampfbereitschaft gebracht wurden und sich nicht darin befanden, in der sie aber bei einem offensiven Abwehrplan hätten sein müssen.“

### Vertreter eines deutschen Präventivkrieges
1989 stieß Viktor Suworows in deutscher Sprache veröffentlichtes Buch Der Eisbrecher eine neue Debatte um die Präventivkriegsthese an. Suworow stützte diese auf die Aufstellung der Roten Armee nahe der sowjetischen Westgrenze, den Abbau von Verteidigungsanlagen an der Molotow-Linie, die ein Vorrücken behindert hätten, und angebliche Stalinreden am 19. August 1939 und 5. Mai 1941. Für die frühere Rede gab er Stalins Dementi als Quelle an, für die spätere eine angeblich der deutschen Abwehr zugespielte, sonst unbelegte Textversion. Demnach habe Stalin gesagt: „Ja, ich will Hitler angreifen… 1942.“ Dies habe Hitler über den für den 6. Juli 1941 geplanten Angriffstermin Stalins täuschen sollen.
Aufgrund der seit 1990 neu veröffentlichten sowjetischen Dokumente und Suworows Buch behaupteten rechtskonservative und rechtsextreme Autoren wie Fritz Becker, Max Klüver, Walter Post, Carl Gustav Ströhm, Heinz Trettner und weitere in den 1990er-Jahren, Stalins durch Hitler vereitelte Angriffsabsicht sei nun bewiesen. Adolf von Thadden und Wolfgang Strauß beriefen sich dazu unter anderem auf die 1994 neu veröffentlichte Agenturmeldung der angeblichen Stalinrede vom 19. August 1939. Zeitschriften wie das Ostpreußenblatt, die Staatsbriefe, Nation und Europa, die Junge Freiheit und die National-Zeitung bieten diesen Autoren bis heute ein Forum, etwa für gegenseitige positive Rezensionen ihrer Veröffentlichungen.
Ernst Nolte vertrat 1993 in seinem Werk Streitpunkte die These eines „objektiven“ deutschen Präventivkrieges. Er referierte zustimmend die Argumente revisionistischer Autoren und fragte, ob der deutsche Überfall angesichts des sowjetischen Anspruchs, die Weltrevolution auszulösen, in langfristiger Perspektive nicht als Präventivschlag verstanden werden müsse, wenn man die Ideologien beider Kontrahenten ernst nehme.
Werner Maser meinte seit 1994, Hitler und Stalin hätten wechselseitig Präventivkriege gegeneinander geplant. Stalin habe schon vor 1941 mehrfach Krieg gegen das Deutsche Reich führen wollen. Er habe die sowjetischen Kriegsvorbereitungen seit Ende Dezember 1940 als „notwendige Maßnahme zur Auslösung eines Präventivkrieges“ bezeichnet. Sein Plan habe für spätestens Juli 1941 eine riesige Angriffsoperation unter dem Decknamen „Groza“ (Gewitter) vorgesehen. Hitlers Angriff sei Stalins Angriff dann nur um wenige Stunden zuvorgekommen. Maser verwies dabei auf folgende Vorgänge:
- Die sowjetischen Kriegsflugzeuge hätten am Tag des deutschen Angriffs eng aufgereiht auf Flugfeldern nahe der Westgrenze gestanden, nicht wie bei einer Verteidigungsabsicht in rückwärtigen sowjetischen Gebieten.
- Minenfelder, in Brücken, Bahnhofsanlagen und andere wichtige Gebäude eingebaute Sprengladungen und tausende Kilometer Stacheldrahtverhaue seien ursprünglich zur sowjetischen Verteidigung angelegt, dann aber nur zwei Tage vor dem deutschen Angriff wieder abgebaut worden, „weil sie eine eigene Offensive erschwert hätten“.

Diese sowjetischen Vorbereitungen habe der deutsche Angriff zu einem Zeitpunkt vereitelt, als die Rote Armee „auf die Verteidigung nahezu gar nicht und auf die Offensive noch nicht ausreichend vorbereitet war“.
Joachim Hoffmann bekräftigte seine Ansichten 1991 in einem Leserbrief an eine sowjetische Militärzeitschrift, einem Aufsatz und seinem Buch Stalins Vernichtungskrieg, das er 1995 nach seinem Ausscheiden aus dem MGFA vorlegte. Darin behauptete er, Hitler sei den militärischen Vorbereitungen der Roten Armee, die 1941 „längst angelaufen“ seien, nur zuvorgekommen. Dies zeigten:
- die grenznahe Aufstellung der Roten Armee,
- Aussagen verhörter Kriegsgefangener und übergelaufener Rotarmisten, wonach ein bevorstehender Einmarsch in Deutschland in der Roten Armee ein offenes Geheimnis gewesen sei;
- genaues Kartenmaterial zu Ostpreußen, das der Wehrmacht nach dem Einmarsch in die Hände fiel;
- Schukows „Überlegungen“, die er Stalin am 15. Mai 1941 als fertigen Angriffsplan vorgelegt und denen Stalin zugestimmt habe.
- Stalin selbst habe einen Krieg mit Deutschland bei mehreren Gelegenheiten als unmittelbar bevorstehend bezeichnet. Dazu zitierte Hoffmann Stalins Rede vom 5. Mai 1941. Ihre Aussagen von einer Pflicht, zur „Kriegspolitik der Angriffsoperationen“ überzugehen, habe der Schriftsteller W. W. Wischnewski in seinem Tagebuch als Signal für einen bevorstehenden Angriff auf Deutschland gedeutet: „Es kommt unser Feldzug im Westen, es kommt die Möglichkeit, von der wir lange träumten.“[74] In der fünften, ergänzten Auflage dieses Buchs von 1999 berief sich Hoffmann auf Suworows Version der angeblichen Stalinrede vom 19. August 1939.[75]

Heinz Magenheimer vertrat 2000 wie Maser, Hitler und Stalin hätten sich „synchron auf die Offensive vorbereitet“. Zwar könne man „von einem deutschen Präventivkrieg im herkömmlichen, militärischen Sinne nicht sprechen“, aber dem deutschen Angriff „sehr wohl eine mittelfristig präventive Funktion beimessen“, da dieser der „Gefahr einer erpresserischen Politik, ja sogar eines definitiven Zweifrontenkrieges“ habe vorbeugen sollen. Diese von der NS-Propaganda ab 1941 beschworene Gefahr hielt er für realistisch.

### Vertreter eines sowjetischen Angriffsplans
Seit 1990 werden die Gründe, die zum deutschen Überfall und zu anfänglichen Niederlagen der Roten Armee 1941/42 geführt hatten, auch in Russland offen diskutiert und wissenschaftlich erforscht. 1992 erschien die russische Ausgabe von Suworows Eisbrecher. In weiteren Büchern führte er seine These anhand der Memoirenliteratur sowjetischer Militärs aus. Daraufhin kam es in Russland zu einem Historikerstreit um den Stand der sowjetischen Kriegsvorbereitungen 1941 und die damit verbundenen Absichten. Ohne einen deutschen Präventivkrieg zu behaupten, sehen einige russische Militärhistoriker die seit 1990 publizierten Archivdokumente als Belege für sowjetische Angriffspläne an. Die Generalstabspläne seien wegen der Paraphen des Verteidigungsministers und jeweiligen Generalstabschefs sowie der Geheimhaltungsvermerke authentisch, direkt für Stalin bestimmt gewesen und von diesem in Auftrag gegeben worden.
Wladimir Neweschin hält die Stalinrede vom 5. Mai 1941 für den Auftrag bzw. Anstoß zu den „Überlegungen“ vom 15. Mai 1941. Die sowjetische Militärspitze hätte diesen detaillierten Plan sonst nicht zu erstellen gewagt. Die darin vorgeschlagene Truppenaufstellung sei weitgehend deckungsgleich mit der tatsächlichen Truppenaufstellung bei Kriegsbeginn gewesen, der Angriffsplan sei also realisiert worden.
Waleri Danilow ging 1993 ebenfalls davon aus, dass die „Überlegungen“ „auf Weisung Stalins und auf der Grundlage der von ihm erlassenen militärstrategischen Konzeptionen erstellt“ worden seien. Eine eigenmächtige Aktion des Generalstabs hielt er für undenkbar, da sie als Gruppenprotest gegen Stalin gewirkt und so die Autoren gefährdet hätte. Er verwies auf Angaben General Wassilewskis von 1967, wonach Schukow und Timoschenko ihren Entwurf Stalin am 15. Mai 1941 vorgelegt hätten. Ihre und Stalins Signaturen seien darauf nicht zu finden. Danilow nahm dennoch an, Stalin habe das Dokument gebilligt. Danach hätten sie mit der Umstrukturierung der Roten Armee von Verteidigung auf Angriff begonnen, aber ohne bestimmten Angriffstermin. Dabei bezog sich Danilow auch auf Angaben Hoffmanns von 1983, dass Stalins Militärpolitik „Hitler zu Reaktionen nötigte“. Dessen Schuld als Aggressor bezweifelte er nicht.
Michail Meltjuchow sieht in Schukows „Überlegungen“ eine direkte Präventivschlagsabsicht. Der Plan dazu sei schon vorher gefasst worden und die Grundlage der sowjetischen Militärplanung von 1940 bis 1941 gewesen. Es seien fast keine echten bedeutenden sowjetischen Verteidigungspläne, aber verschiedene Versionen des Angriffsplans gefunden worden. Dessen erste Version sei ab dem Überfall auf Polen 1939, die letzte Version um den 1. Mai 1941 aufgesetzt worden. Danach habe man auch die Aufstellung der Truppen gewählt.
Boris Sokolow unterstützte Suworows Thesen, obwohl er 1993 viele Fehler und Verdrehungen in dessen Buch einräumte. 1998 verglich er die Lage vor dem Deutsch-Sowjetischen Krieg mit der vor dem sowjetischen Winterkrieg gegen Finnland 1939: Wie dazu „finnische Truppen“ aufgestellt worden seien, habe das Politbüro der Kommunistischen Partei der Sowjetunion im Juni 1941 beschlossen, polnische Truppen aufzustellen. Auch ähnele der Angriffsplan gegen Finnland 1939 den „Gegenschlagplänen“ von 1941: Beide seien zur Sicherung der Staatsgrenze im Falle einer Aggression entworfen worden, obwohl kaum jemand 1939 Finnlands Fähigkeit zu einem Angriff auf die Sowjetunion vermutet habe.
Im englischsprachigen Raum fand Suworow kaum Beachtung. Zwei Autoren, Richard C. Raack und Albert L. Weeks, folgten seiner These, Stalin habe vor Juni 1941 Westeuropa zu erobern geplant.

### Gegenargumente deutscher Historiker
Die meisten deutschen Historiker zum Zweiten Weltkrieg wiesen die ab 1985 erneut propagierte Präventivkriegsthese seither zurück. Einige setzten sich besonders damit auseinander und bekräftigten, dass das NS-Regime von Beginn an einen rassistisch motivierten Vernichtungskrieg gegen die Sowjetunion plante und durchführte, der nicht vom darin vollzogenen Holocaust zu trennen sei. Sie verweisen besonders auf:
- die fast ein Jahr dauernde, kontinuierlich und unabhängig von sowjetischer Politik vorangetriebene deutsche Angriffsplanung,
- die sowohl von Staats- wie Wehrmachtführern intern wiederholt erklärten Eroberungs-, Unterwerfungs- und Vernichtungsabsichten,
- fehlende Belege für deutsche Präventivschlagsabsichten,
- deutsche Kenntnisse der sowjetischen Kriegsvorbereitungen 1941 und deren durchgängige Einschätzung als defensiv.[84]

Bernd Bonwetsch beurteilte Suworows Buch 1989 als apologetischen Versuch, „den Mantel der Aggression von Deutschland zu nehmen“. Obwohl man vieles an Stalins Politik verurteilen müsse, gehöre ein Überfallplan auf Deutschland vor Juni 1941 nicht zu seinem „Sündenkonto“. Er ergänzte 2000, der sowjetische Truppenaufmarsch in Grenznähe lasse nicht auf Angriffsabsichten schließen, da er der sowjetischen Strategie offensiver Verteidigung entsprochen habe, den Kampf auf dem Boden des Gegners auszutragen. Die Kurzfassung der Stalinrede vom 5. Mai 1941 sei nicht unbedingt authentisch, da Zeugen ihren Inhalt anders wiedergaben: Danach habe Stalin eher vom unvermeidbaren, nicht vom beabsichtigten Krieg gesprochen. Einen Angriff hätte er nicht vor hunderten Zuhörern angekündigt. Allerdings habe die sowjetische Propaganda seitdem stärker offensive Töne angeschlagen, um die Rotarmisten auf einen Krieg vorzubereiten. Dies habe sich aus Erkenntnissen über den deutschen Aufmarsch, nicht aus eigenen Kriegsabsichten ergeben.
Hans-Adolf Jacobsen, der in den 1960er-Jahren die Kriegstagebücher der Generäle der Wehrmacht herausgegeben hatte, erinnerte 1991 in der sowjetischen Militärzeitung Krasnaja Swesda an Hitlers lange bestehenden Angriffsplan: Hitler sei auch laut Aussagen von Generalmajor Erich Marcks nie davon ausgegangen, „daß die Russen den Deutschen die Liebenswürdigkeit erweisen werden, sie als erste zu überfallen.“
Gerd R. Ueberschär erklärte den als Vernichtungskrieg konzipierten deutschen Überfall auf die Sowjetunion 1991 im Anschluss an Hillgruber und andere Intentionalisten aus Hitlers 1925 in Mein Kampf vorgelegtem Ostprogramm. Hitler habe einen Krieg als notwendiges Mittel zur Eroberung von „Lebensraum“ und Zerschlagung des „Bolschewismus“ dargestellt und dieses Ziel seit 1933 oft auch vor Generälen der Wehrmacht bekräftigt. Seine Entscheidung zum Überfall der Sowjetunion habe also dieses ureigene Programm des Nationalsozialismus in die Tat umgesetzt. Gegen eine Planung des „Unternehmens Barbarossa“ als Präventivkrieg spreche auch Hitlers Aussage am 25. Juni 1940 gegenüber dem OKW-Chef Wilhelm Keitel: Damals habe er den geplanten Russlandfeldzug im Vergleich zum Westfeldzug als „Sandkastenspiel“ bezeichnet und so die sowjetische Militärstärke und Wehrbereitschaft krass unterschätzt. Zudem verwies Ueberschär später auf Tagebucheinträge von Joseph Goebbels, etwa am 4. Dezember 1940: Russland werde trotz seines Panslawismus „nie etwas gegen uns unternehmen: aus Angst.“ Am 6. April 1941 schrieb Goebbels: „Vor Russland hat der Führer keine Angst. Er hat sich ausreichend abgeschirmt. Und wenn es eben angreifen will: Je eher, desto besser.“ Darum erklärte Ueberschär Suworows Thesen 1992 als „für die Geschichtswissenschaft eindeutig irrelevant“. Sie fänden nur bei „wissenschaftlichen Außenseitern, Ewiggestrigen, fachfremden Hobbyhistorikern und Autoren aus dem rechtsextremistischen Umfeld“ Anklang. 1997 bekräftigte er, die Vertreter der Präventivkriegsthese hätten in erster Linie außerwissenschaftliche Motive. Ihre These habe „nichts mit Geschichtswissenschaft zu tun“, sondern gehöre „zu den jüngsten Verdrehungen unserer historischen Sichtweise, die aus politischen Gründen“ erfolgt seien.
Wigbert Benz wies Suworow 1996 Zitatfälschungen nach.
Bernd Wegner beurteilt die „Überlegungen“ vom 15. Mai 1941 als unverbindlichen Entwurf des Generalstabs, den Stalin weder in Auftrag gegeben noch umzusetzen befohlen, sondern ausdrücklich abgelehnt habe. Er verwies dazu 1997 auf belegte Aussagen aus Stalins Umfeld und fehlende Angriffsvorbereitungen der Roten Armee.
Karl-Heinz Janßen erinnerte 1998 an das jahrzehntelang bestehende deutsche Forschungsergebnis:

„Der Raub-, Eroberungs- und Vernichtungskrieg gegen die Sowjetunion wurde seit dem Sommer 1940 gemeinsam von der Generalität und von Hitler vorbereitet. Selbstverständlich reagierte die Rote Armee mit einem Gegenaufmarsch, der jedoch bis zuletzt vom deutschen Generalstab als defensiv eingeschätzt wurde.“

Sowjetische Nachrichtendienste hätten Stalin von Sommer 1940 bis Juni 1941 genau über die deutschen Kriegspläne und Kriegsziele, der Generalstab über die mangelnde Widerstandskraft der Roten Armee informiert; er habe jedoch bis zuletzt alle Warnungen missachtet.
Manfred Messerschmidt wies 2000 darauf hin, dass Stalin seit August 1940 vom deutschen Kriegsentschluss informiert war und alle sowjetischen Militärpläne wie auch Manöver im Januar und Februar 1941 von einem erwarteten deutschen Angriff ausgingen. Nur von daher seien die Dokumente vom 5. und 15. Mai 1941 verständlich; zudem habe Stalin den Präventivschlagsplan klar missbilligt. Hitler dagegen habe ausdrücklich am 12. November 1940 befohlen, die Kriegsvorbereitungen unabhängig vom Verhalten der Sowjetunion fortzusetzen. Hoffmanns, Masers, Beckers und Posts Thesen seien ein spekulatives Konstrukt, mit dem sie das NS-Motiv von der „Rettung Europas“ wiederbelebten:

„Diese ‚neue‘ These ist die alte These der deutschen Kriegspropaganda.“

### Gegenargumente nichtdeutscher Historiker
Der israelische Historiker Gabriel Gorodetsky kritisierte Suworows Thesen schon 1986 als Versuch, die sowjetischen Kriegsvorbereitungen losgelöst vom politischen Kontext zu betrachten. 1995 wies er in seinem in Russland publizierten Buch Der Eisbrecher-Mythos viele Fehler und Irrtümer Suworows nach. 1999 in Die große Täuschung erklärte er Stalins Außenpolitik aus dessen Sorge vor einem Frieden zwischen Deutschland und Großbritannien und einem dann möglichen gemeinsamen Angriff dieser Staaten auf die Sowjetunion. Der Flug von Rudolf Heß nach Großbritannien (10. Mai 1941) habe diese Sorge genährt. Daher habe Stalin im Frühjahr 1941 vor allem Hitler zu beschwichtigen und jeden Konflikt mit dem Deutschen Reich zu vermeiden versucht.
In seiner 1989 veröffentlichten Stalinbiografie deutete Dmitri Wolkogonow Stalins Rede vom 5. Mai 1941 nicht als Auftrag für einen konkreten Angriffsplan, sondern als Mahnung zu verstärkter Aufrüstung und Wachsamkeit gegen den gefährlichen Verbündeten im Sinne einer Verteidigungsstrategie, die den Krieg im Falle eines deutschen Angriffs möglichst rasch auf das deutsche Gebiet tragen sollte. Den Plan vom 15. Mai 1941 interpretierte er angesichts der erkennbaren Bedrohung durch die Wehrmacht als „politisch außerordentlich klug“; Stalin habe ihn aber nicht abgezeichnet, so dass ungewiss sei, ob er ihn gekannt habe. Zudem habe er, ideologisch verblendet, nicht an die vielfältigen Anzeichen und Nachrichten von dem bevorstehenden Angriff der Wehrmacht geglaubt, sondern sie grundsätzlich für westliche Desinformation gehalten. Wolkogonow durchsuchte 1992/93 für eine Historikerkommission hunderte als geheim deklarierte „Sondermappen“ des Zentralkomitees der KPdSU, fand darin aber „keine Materialien über Geheimabsichten Stalins zum Überfall auf Deutschland“. Ein solch „riesiges Unternehmen“ wäre jedoch ohne Planung und operative Stabsvorbereitungen undurchführbar gewesen. Wolkogonow fand 1993 im Ergebnisprotokoll einer Politbürositzung vom 19. August 1939 weder Komintern-Teilnehmer noch die von der Agentur behaupteten Aussagen Stalins. In dessen Besucherjournal fand er nur seinen Auftrag an Außenminister Molotow zum Abschluss des Hitler-Stalin-Pakts.
Richard J. Evans verwies 1991 darauf, dass sich Stalin der Schwäche der Roten Armee nach seinen „Säuberungen“ 1936–1939 bewusst war und auch Hitler und die Generäle der Wehrmacht deswegen bei ihren Kriegsvorbereitungen 1940–1941 mit keiner ernsthaften Gegenwehr rechneten.
Der stellvertretende Leiter des sowjetischen Instituts für Militärgeschichte, Juri Kirschin, wies 1991 auf gravierende Defizite bei der Ausrüstung und dem allgemeinen Ausbildungsniveau der Roten Armee im Jahr 1941 hin, so dass sie kaum zu einer aktiven Kriegsführung in der Lage gewesen sei.
1993 verglich Oleg Wischljow die sowjetischen Pläne von 1941 mit gleichzeitigen deutschen Armee-, Geheimdienst- und diplomatischen Dokumenten. Er zeigte zum einen das Bemühen Stalins, den Krieg wegen seiner Fehleinschätzung der deutschen Absichten und angesichts der militärischen Schwäche der Roten Armee unter allen Umständen zu vermeiden. Zum anderen zeigte er, dass das NS-Regime den Schwächezustand der Roten Armee realistisch einschätzte und darum weder auf sowjetische Abschreckungsmaßnahmen noch Friedensinitiativen reagierte, sondern das sowjetische Hinauszögern des Konflikts erfolgreich zur Umsetzung des Angriffsplans vom Juli 1940 ausnutzte.
Juri Gorkow analysierte die sowjetischen Einsatz- und Mobilmachungspläne von 1941 und zeigte, dass sie offensive Maßnahmen erst nach erfolgreicher Invasionsabwehr vorsahen. Truppen und Material wurden darin nur für defensive Aufgaben zugeteilt. Auf keiner Kommandoebene wurde das Vorbereiten eines Angriffs befohlen. Die Operationspläne der westlichen Militärbezirke verboten das Überfliegen und Überschreiten der Staatsgrenze ohne Erlaubnis des Militärrats. Die volle Mobilisierung sollte auf den erwarteten Angriff des Gegners reagieren. Viele der aus dem Landesinnern nach Westen verlegten Einheiten sollten die neue Verteidigungslinie baulich befestigen; für diese Bau-Aufgaben war 1940/41 ein Großteil der jährlichen Militärausgaben bestimmt. Demnach sei die Rote Armee nicht auf einen Angriff gegen Deutschland ausgerichtet gewesen. Auch der Plan vom 15. Mai 1941 zeige keine Angriffsdoktrin, da auch danach offensive Haupttruppen defensiven Deckungstruppen folgen sollten. Zudem könne dieses Einzeldokument keinen Angriffsplan beweisen, solange kein Angriffsbefehl Stalins belegt sei. Dessen Umsetzung hätte viel Zeit gebraucht. Armeegeneral Machmut Garejew ergänzte, Stalin habe damals eine volle Mobilmachung untersagt, und die Teilmobilmachung und Vorverlegung einiger Truppen seit Mai 1941 habe nicht für Angriffsoperationen ausgereicht.
David M. Glantz erklärte 1998 in Stumbling Colossus, dass die Rote Armee im Sommer 1941 weder vom Ausbildungs- noch vom Ausrüstungsstand her einsatzbereit gewesen sei und ihr Nachrichtenwesen ebenso unzureichend gewesen sei wie ihre Führung, die zu großen Teilen dem Großen Terror der Jahre 1937 bis 1939 zum Opfer gefallen war.
Nikolai Rachmanitschew beschrieb 1998 die Offensivstrategie der Roten Armee und erläuterte, dass ihr Mobilmachungsplan vom Oktober 1940 wegen fortlaufender Aufstellung neuer Truppen und ihrer Umverteilung nicht realisiert werden konnte. Gerade die Verlegung vieler Einheiten zur Westgrenze ohne Rücksicht auf Nachschubwege und Ausrüstung habe ihre anfänglichen Niederlagen wesentlich verursacht. Die Analyse aller Militärberichte von 1940 und 1941 zeige, dass die sowjetische Führung damals weder auf einen Überraschungsangriff vorbereitet gewesen sei noch selbst einen Angriff geplant habe.
Alexander Borosnjak erklärte 1998, Stalins Tischrede vom 5. Mai 1941 lasse sich nicht als Auftrag für einen Angriffsplan auffassen, da sie nur gängige Propagandamotive variiert habe und 10 Tage nicht zum Erstellen eines so detaillierten Plans ausgereicht hätten. Er erklärte den Verkaufserfolg von Suworows Buch in Russland damit, dass das staatlich verordnete stalinistische Geschichtsbild nach dem Ende der Sowjetunion wegen fehlender Archivforschung und zuverlässiger Dokumentenausgaben durch bloße umgekehrte antistalinistische Geschichtsmythen ersetzt werden konnte.
Lew Besymenski deutet Stalins Rede vom 5. Mai 1941 im Zusammenhang mit dem desaströsen Zustand der Roten Armee. Er habe auf Geheimdienstinformationen vom selben Tag über Hitlers Angriffsplan reagiert und kaum Neues gesagt, „zumal die sowjetische Doktrin auch damals den unbedingten Übergang von der Verteidigung zur Offensive vorsah“ und ihre Truppen wie jede Armee als „moderne Angriffsarmee“ sah. Stalin habe hier versucht, Hitler zu beschwichtigen und die anwesenden Offiziere zu ermutigen und auf „volle Kampfbereitschaft“ der Roten Armee zu orientieren. Er habe damit die kommende Katastrophe und deren Gründe, nämlich mangelnde Verteidigungsfähigkeit seiner Armee, geradezu vorausgesagt.

### Austausch und Neuausgaben von Quellen
Infolge der Debatte intensivierten westliche Historiker ihren wissenschaftlichen Austausch mit russischen Kollegen. Eine Historikerkonferenz zur Präventivkriegslegende 1995 in Moskau machte internationale Forschung zum Deutsch-Sowjetischen Krieg in Russland bekannter und führte zur Annäherung der Positionen aller Beteiligten. Bianka Pietrow-Ennker fasste als Tagungsergebnis zusammen:

„Die Rote Armee hat 1941 weder eine Offensive vorbereitet, noch war sie zu einer Offensive fähig. […] Auch die deutsche Führung ist im Juni 1941 von keiner akuten Bedrohung durch die sowjetischen Streitkräfte ausgegangen.“

Infolge dieser Annäherung erschienen Ausgaben sowjetischer Dokumente aus der Kriegszeit und deutsch-russische Aufsatzsammlungen, manche von Vertretern wie Gegnern der Präventivkriegsthese. Auch die 1997 gegründete, staatlich geförderte Gemeinsame Kommission für die Erforschung der jüngeren Geschichte der Deutsch-Russischen Beziehungen macht den Deutsch-Sowjetischen Krieg zu einem ihrer Schwerpunktthemen.
Im Ergebnis dieses Forschungsaustauschs gilt die Präventivkriegsthese sowohl im Blick auf die sowjetische wie die deutsche Seite als widerlegt. Sie wird daher in Überblickswerken zur NS-Zeit und zur Zeitgeschichte als unhaltbar zurückgewiesen.

## Forschungsstand seit 2000
Die Präventivkriegsthese vertreten seit 2000 in Deutschland noch einige der extremen oder neuen Rechten zugeordnete Historiker, etwa Stefan Scheil. Die übrigen deutschsprachigen Historiker weisen deren Veröffentlichungen als methodisch unwissenschaftliche, revisionistische und semantische Entlastungsversuche zurück. In Russland vertreten sie einige Journalisten, die sich dazu weiterhin auf den Präventivschlagsplan vom 15. Mai 1941 berufen und außer Acht lassen, dass Stalin diesen abgelehnt hat.
2001 fasste Bernd Wegner den Forschungsstand zur These vom deutschen Präventivkrieg gegen die Sowjetunion zusammen. Das NS-Regime und das OKW hatten von 1939 bis 1941 keinerlei Sorge vor einem unmittelbar bevorstehenden Angriff der Sowjetunion: „Im Gegenteil: Hitler griff die Sowjetunion an, weil er die Rote Armee als schwach, nicht als stark erachtete.“ Der deutsche Generalstab deutete den Gegenaufmarsch der Roten Armee bis zuletzt defensiv. NS-Führer fürchteten allenfalls spätere Eroberungsabsichten Stalins, eben weil sich die Sowjetunion aus dem Weltkrieg heraushielt, um – so ihre Annahme – dessen Ergebnis für eigene Expansion auszunutzen. Diese Furcht sei zwar nicht ganz unrealistisch gewesen; aber latente oder potentielle Bedrohungen waren als Kriegsgrund völkerrechtlich ausgeschlossen, und der deutsche Angriff sollte keinen bestehenden Rechtszustand als ultima ratio bewahren, sondern Europa durch Eroberungen nach NS-Vorstellungen völlig verändern. Darum befürchtete Hitler ab Mai 1941 nur noch eine diplomatische Friedensinitiative Stalins. Die Rote Armee war 1941 wegen ihrer unvollendeten Reorganisation nicht zu Eroberungen fähig. Mit diesen Forschungsergebnissen sei die Präventivkriegsthese „wissenschaftlich erledigt“.
Henning Köhler erklärte 2002 den Deutsch-Sowjetischen Krieg weniger aus Hitlers Programm, sondern eher aus seiner damaligen Machtpolitik: Hitler habe sich 1940 zu diesem Krieg entschlossen, um Großbritannien die Hoffnung auf einen „Festlandsdegen“ zu nehmen und es so zu einem Friedensschluss zu bewegen. Auch Köhler verwies darauf, dass das NS-Regime keinen sowjetischen Präventivschlag befürchtete. Dieser sei „vollkommen irreal angesichts der viel zu geringen Mobilität der sowjetischen Streitkräfte und ihrer ungelösten Nachschubprobleme“ gewesen.
Der russische Historiker Sergei Slutsch wies 2004 im Detail nach, dass Stalins angebliche Rede vom 19. August 1939 eine Fälschung war. Er beurteilte ihre bis dahin häufige Heranziehung für die Präventivkriegsthese als aussichtslosen Versuch, „die Hauptverantwortung für diesen Krieg […] von Hitler auf Stalin zu verschieben, bei dem manche russische Historiker in antistalinistischem Übereifer und völliger Vernachlässigung der Maßstäbe von historiographischer Professionalität und Quellenkritik den apologetischen Tendenzen mancher deutschen Historiker und Publizisten in die Hände gespielt haben.“ Gleichwohl stützen sich rechtsextreme und neurechte Autoren weiter auf diese Fälschung. Dieses Bestreiten eines Forschungsergebnisses kennzeichnet solche Veröffentlichungen.
Manfred Hildermeier verwies 2007 darauf, dass
- Stalin nach den raschen Siegen Deutschlands in Westeuropa seit 1940 vor einem Kriegseintritt auf Seiten Großbritanniens zurückscheute,
- die Rote Armee 1940 wegen der „Säuberungen“ 1937/38 kaum noch angriffsfähig war, wie sich im Winterkrieg 1939/40 zeigte,
- Stalin nach den ihm von Deutschland zugestandenen Besetzungen im Baltikum und in Südosteuropa keine weitere Expansion anstrebte, sondern Konsolidierung und Verteidigung;
- er den Hitler-Stalin-Pakt und Wirtschaftsabkommen bis 22. Juni 1941 einhielt,
- er trotz genauer Geheimdienst-Informationen den deutschen Truppenaufmarsch im Frühjahr 1941 falsch einschätzte und mit keinem Angriff rechnete,
- die Rote Armee ihre organisatorische Schwäche bis Sommer 1941 nicht überwand, sondern gerade wegen ihrer offensiven Aufstellung anfangs überrollt werden konnte,
- es keine konkreten und ausreichenden Angriffsvorbereitungen auf sowjetischer Seite gab und der dafür notwendige Befehl Stalins unbelegt ist, dafür aber seine Weigerung, Präventivschlagsplänen seiner Generäle zu folgen, belegt ist.

Darum gilt ein damaliger sowjetischer Angriffsplan gegen Deutschland nach wie vor als äußerst unwahrscheinlich. Dies schließt zugleich aus, dass der deutsche Angriff einem solchen damals angeblich akut bevorstehenden sowjetischen Angriff zuvorkam und diesen vereitelte, also auch unabhängig von den Zielen des NS-Regimes präventiven Charakter hatte.
Bogdan Musiał deutete Stalins Tischrede vom 5. Mai 1941 in einem Aufsatz von 2006 erneut als Beleg einer konkreten Angriffsabsicht. Jörg Zägel und Reiner Steinweg (2007) sahen dafür keine reichenden Indizien. 2008 behauptete Musial in seinem Werk Kampfplatz Deutschland, Stalin habe die Rote Armee im Frühjahr 1941 zur „größten Invasionsarmee aller Zeiten“ für einen für 1942 geplanten Angriffskrieg gegen Deutschland aufgerüstet. Hitler habe Stalins außenpolitische Ziele im Juni 1941 richtig eingeschätzt. Da das NS-Regime dessen Angriffspläne nicht gekannt habe, sei sein Angriff jedoch nicht als Präventivschlag zu werten. Die rechtsextreme National-Zeitung und Junge-Freiheit-Autor Thorsten Hinz begrüßten Musials Buch als Unterstützung der Präventivkriegsthese. Unter anderen kritisierten Bert Hoppe, Dittmar Dahlmann und Wolfram Wette Musials These als durch keine konkreten und zuverlässigen Belege gedeckte Variante der Präventivkriegsthese. Gegen Musial deutete Jochen Laufer Stalins Aufrüstung 1941 als gescheiterten Versuch einer militärischen Abschreckung, um sich größtmögliche Handlungsfreiheit zu bewahren.
Rolf-Dieter Müller resumierte 2008 den gültigen Forschungsstand, „dass das Unternehmen Barbarossa kein Präventivkrieg gewesen ist. […] ein Angriffsbefehl Stalins entsprechend der ‚Weisung Nr. 21‘ Hitlers liegt bislang nicht vor. Für den Planungsprozess auf deutscher Seite hat eine unmittelbare Bedrohung durch die UdSSR nachweislich nie eine Rolle gespielt. Dieses wichtige Ergebnis ist bis heute nicht ernsthaft in Frage gestellt worden.“
Jörg Echternkamp, Historiker am MGFA, fasste 2010 in einem Rückblick die wissenschaftlich gesicherten Argumente gegen die Präventivkriegsthese knapp zusammen und zeigte, wie ab 1963 versucht worden war, diese publizistisch durchzusetzen. 2011 verortete Christian Hartmann, Historiker am Institut für Zeitgeschichte, das „Unternehmen Barbarossa“ als „Angriffskrieg, den das ‚Dritte Reich‘ ohne jede Not eröffnet“ und „von vornherein als rassenideologischen Vernichtungskrieg“ konzipiert hatte, wobei „die Initiative zu diesem Krieg allein von Deutschland ausging“. Zwar habe schon seit Mitte der 1920er-Jahre „auch Stalin imperialistische Ziele verfolgt“, die aber erst dann in die Tat umgesetzt werden sollten, „wenn sich das kapitalistische Europa in einem neuen Weltkrieg erneut verausgabt hätte“. Beim deutschen Angriff am 22. Juni 1941 jedoch könne „nicht einmal entfernt davon die Rede sein, die Wehrmacht sei einem drohenden sowjetischen Angriff durch einen Präventivschlag zuvorgekommen.“

## Publikationen von Vertretern der Präventivkriegsthese
- Viktor Suworow, Dmitrij Chmelnizki (Hrsg.): Überfall auf Europa. Pour le Mérite Verlag, Selent 2009, ISBN 978-3-932381-53-9.
- Andreas Naumann: Freispruch für die Wehrmacht. Grabert-Verlag, Tübingen 2005, ISBN 3-87847-215-3.
- Stefan Scheil: 1940/41. Die Eskalation des Zweiten Weltkriegs. Olzog, München 2005, ISBN 3-7892-8151-4.
- Werner Maser: Fälschung, Dichtung und Wahrheit über Hitler und Stalin. Olzog, München 2004, ISBN 3-7892-8134-4.
- Albert L. Weeks: Stalin’s Other War: Soviet Grand Strategy, 1939–1941. Rowman & Littlefield, Lanham 2003, ISBN 0-7425-2192-3.
- Walter Post: Unternehmen Barbarossa. Deutsche und sowjetische Angriffspläne 1940/41. 3. Auflage, Mittler & Sohn, München 2001, ISBN 3-8132-0772-2.
- Viktor Suworow: Stalins verhinderter Erstschlag. Hitler erstickt die Weltrevolution. Pour le Mérite Verlag, Selent 2000, ISBN 3-932381-09-2.
- Joachim Hoffmann: Stalins Vernichtungskrieg 1941–1945. Planung, Ausführung und Dokumentation. 6. Auflage, Herbig, München 2000, ISBN 3-7766-2079-X.
- Heinz Magenheimer: Entscheidungskampf 1941. Sowjetische Kriegsvorbereitungen – Aufmarsch – Zusammenstoss. Osning, Bielefeld 2000, ISBN 3-9806268-1-4.
- Gerhard Baumfalk: Überfall oder Präventivschlag? Der deutsche Angriff auf die Sowjetunion am 22. Juni 1941: eine Untersuchung über Hintergründe und Ursachen. R.G. Fischer, 1997, ISBN 3-89501-493-1.
- Wolfgang Strauss: Unternehmen Barbarossa und der russische Historikerstreit. Herbig, München 1998, ISBN 3-7766-2028-5.
- Viktor Suworow: Der Tag M. 2. Auflage, Klett-Cotta, Stuttgart 1995, ISBN 3-608-91676-8.
- Richard C. Raack: Stalin’s Drive to the West, 1938–1945: The Origins of the Cold War. Stanford University Press, Stanford 1995, ISBN 0-8047-2415-6.
- Heinz Magenheimer: Kriegswenden in Europa 1939–1945: Führungsentschlüsse, Hintergründe, Alternativen. Olzog, München 1995, ISBN 3-7892-8380-0.
- Werner Maser: Der Wortbruch. Hitler, Stalin und der Zweite Weltkrieg. Olzog, München 1994, ISBN 3-7892-8260-X.
- Adolf von Thadden: Zwei Angreifer: Der Angriff der Deutschen Wehrmacht auf die auch zum Angriff aufmarschierte Rote Armee im Juni 1941. Heitz und Höffkes, Essen 1993, ISBN 3-926650-30-3.
- Ernst Topitsch: Stalins Krieg. Moskaus Griff nach der Weltherrschaft. Strategie und Scheitern (1985) Busse Seewald, Herford 1993, ISBN 3-512-03112-9.
- Fritz Becker: Im Kampf um Europa. Stalins Schachzüge gegen Deutschland und den Westen. 2. Auflage, Leopold Stocker, Graz 1993, ISBN 3-7020-0611-7.
- Viktor Suworow: Der Eisbrecher. Hitler in Stalins Kalkül. Klett-Cotta, Stuttgart 1989, ISBN 3-608-91511-7.
- Max Klüver: Präventivschlag 1941. Zur Vorgeschichte des Rußland-Feldzuges. (1986) 2. Auflage, Druffel-Verlag, Leoni am Starnberger See 1988, ISBN 3-8061-1046-8.
- Joachim Hoffmann: Die Sowjetunion bis zum Vorabend des deutschen Angriffs. In: Militärgeschichtliches Forschungsamt (Hrsg.): Der Angriff auf die Sowjetunion. Das Deutsche Reich und der Zweite Weltkrieg. Band 4, 2. Auflage, Deutsche Verlags-Anstalt, Stuttgart 1987, ISBN 978-3-421-06098-3, S. 38–97.
- Philipp W. Fabry: Die Sowjetunion und das Dritte Reich. Eine dokumentierte Geschichte der deutsch-sowjetischen Beziehungen von 1933 bis 1941. (1971) Busse-Seewald, Stuttgart-Degerloch 1984, ISBN 3-512-00038-X
- Erich Helmdach: Überfall? Der sowjetisch-deutsche Aufmarsch 1941. (1975) Verlagsgesellschaft Berg, Kurt Vowinckel, Berg am See 1983, ISBN 3-921655-18-8.
- Udo Walendy: Moskau 1940 kriegsentschlossen. Vlotho 1982 (Historische Tatsachen Nr. 14).
- David Leslie Hoggan: Hat Hitler einen Angriffskrieg gegen Sowjetrußland geplant? Deutschland in Geschichte und Gegenwart 27(3)/1979, S. 7–10.
- Philipp W. Fabry: Der Hitler-Stalin-Pakt 1939–1941. Ein Beitrag zur Methode sowjetischer Außenpolitik. Fundus, Darmstadt 1962.
- David Leslie Hoggan: Der erzwungene Krieg. Die Ursachen und Urheber des 2. Weltkriegs. Verlag der Deutschen Hochschullehrer-Zeitung, Tübingen 1961.

Vertreter sowjetischer Angriffspläne 1941
- Michail Iwanowitsch Meltjuchow: Ideologičeskie dokumenty maja-ijunja 1941 goda o sobytijach Vtoroj mirovoj vojny. In: Otečestvennaja istorija 1995, Heft 2, S. 70–85.
- Wladimir A. Neweschin: The Pact with Germany and the Idea of an “Offensive War (1939–1941)”. In: The Journal of Slavic Military Studies 8, 1995, Heft 4, S. 809–843.
- Wladimir A. Neweschin: Reč' Stalina 5 maja 1941 goda i apologija nastupatel'noj vojny. In: Otečestvennaja istorija 1995, Heft 2, S. 54–69.
- Wladimir A. Neweschin: Stalinskij vybor 1941 goda: oborona ili… „lozung nastupatel'noj vojny“? Po povodu knigi G. Gorodeckogo „Mif Ledokola“. In: Otečestvennaja istorija 1996, Heft 3, S. 55–73.
- В. А. Невежин: Синдром наступательной войны. Советская пропаганда в преддверии „священных боев“, 1939–1941 гг. Moskau 1997.